# 库克三分离物镜

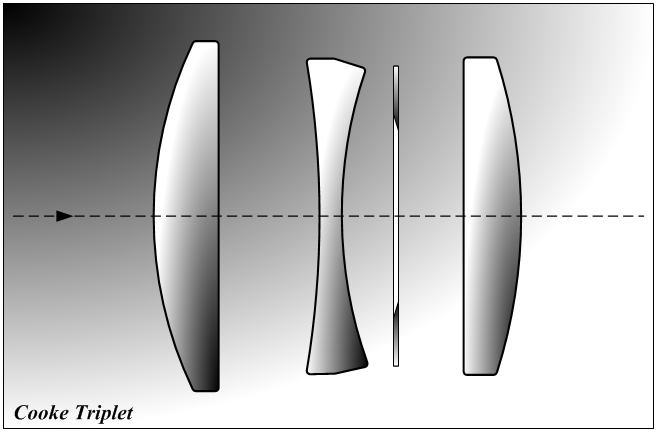
库克三片式镜头

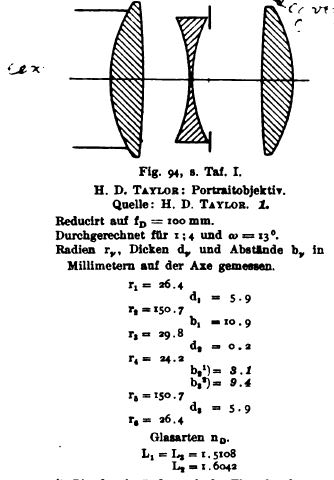
库克三片式镜头数据

库克三分离物镜（英語：Cooke triplet）是1893年英国一家望远镜厂库克父子公司的光学设计师哈咯得·丹尼斯·泰勒（Harold Dennis Taylor）设计的。丹尼斯·泰勒的基本设想是：把同等度数的单凸透镜和单凹透镜紧靠一起，结果自然度数为零，像场弯曲也是零。但是镜头的像场弯曲和镜片之间的距离无关，因此把这两片原来紧靠一起的同等度数的单凸透镜和单凹透镜拉开距离，场弯曲仍旧是零，但是总体度数不再是零，而是正数。但是这样不对称的镜头自然像差很大，于是他把其中的单凸透镜一分为二，各安置在单凹透镜的前后一定距离处，形成大体对称式的设计，这就是库克三片式镜头
库克三分离物镜一共有8 个自由度，即3个焦度，3个形状指数和2 个间距，恰好足够决定物镜的焦距和7个赛德尔像差.

## 焦度与像差
库克三分离物镜的焦度公式：
{\displaystyle y_{a}*\phi _{a}+y_{b}*\phi _{b}+y_{c}*\phi _{c}=y_{a}*\Phi }
色差公式：
{\displaystyle {\frac {y_{a}^{2}*\phi _{a}}{V_{a}}}+{\frac {y_{b}^{2}*\phi _{b}}{V_{b}}}+{\frac {y_{c}^{2}*\phi _{c}}{V_{c}}}=-LPch*up_{0}^{2}}
佩兹瓦尔像场弯曲公式
{\displaystyle {\frac {\phi _{a}}{n_{a}}}+{\frac {\phi _{b}}{n_{b}}}+{\frac {\phi _{c}}{n_{c}}}}
其中 {\displaystyle y_{a},y_{b},y_{c}} 是轴向光线在三镜片中心的高度，{\displaystyle n_{a},n_{b},n_{c}} 分别为三镜片的折射率；{\displaystyle \phi _{a},\phi _{b},\phi _{c}}为三镜片各自的焦度；{\displaystyle V_{a},V_{b},V_{c}}为三镜片的阿贝数。
这三个方程式是三镜片焦度的线性函数，对于给定的折射率和阿贝数，根据选定的 y 参数可以求得三个角度和镜片的两个间距，如果所得的像差仍然超过预定值，可改变 y 参数之一，重新计算，一直到色差满意。第二部是反复改变三个镜片的弯曲指数，以求得满意的球面像差。

## 光学玻璃的选择
为了经济原因，一般的库克三分离物镜选用普通的光学玻璃；对于孔径大于 f/2.8 的库克三分离物镜，必须选用高折射率的镧玻冕玻璃。

## 库克三片式镜头列表
- Carl Zeiss Triotar
- Carl Zeiss Hologon
- Rodenstock Trina
- Schacht Travegar
- 上海4型双反照相机 主镜头 75毫米  1：3.5库克三片式镜头; 取景镜头 75毫米 1:3.5库克三片式镜头